# Jannik Brentel
Jannik Brentel (* 16. Mai 2002 in Friedrichshafen) ist ein deutscher Volleyballspieler.

## Karriere
Brentel spielte zunächst Tennis, bevor er als Zehnjähriger durch eine Schul-AG zum Volleyball kam. Er begann seine Karriere in der Jugend des VfB Friedrichshafen. Von 2018 bis 2020 spielte er dort mit dem Nachwuchsteam Volley YoungStars Friedrichshafen in der zweiten Liga Süd. In der Saison 2020/21 trat er mit dem VC Olympia Berlin in der ersten Liga an. Anschließend wechselte der Außenangreifer zum Zweitligisten Moerser SC, der sich jedoch nach der Saison aus der Liga zurückzog.
2022 wurde Brentel von den Baden Volleys SSC Karlsruhe verpflichtet. Mit Karlsruhe schaffte er in der Saison 2022/23 den Aufstieg in die erste Liga. Die Baden Volleys schieden im DVV-Pokal 2023/24 im Achtelfinale aus und erreichten als Tabellenachter der Bundesliga-Hauptrunde das Playoff-Viertelfinale. Im DVV-Pokal 2024/25 kamen sie ins Viertelfinale, ehe sie in der Bundesliga als Hauptrunden-Zehnter die Playoffs verpassten. 2025 wechselte Brentel zum Ligakonkurrenten FT 1844 Freiburg.